# فلوریان باک
فلوریان باک (انگلیسی: Florian Baak؛ زادهٔ ۱۸ مارس ۱۹۹۹) بازیکن فوتبال اهل آلمان است.
از باشگاه‌هایی که در آن بازی کرده‌است می‌توان به باشگاه فوتبال هرتابرلین اشاره کرد.
وی همچنین در تیم‌های ملی فوتبال جوانان آلمان، Germany national under-16 football team، و جوانان آلمان بازی کرده‌است.